# 釋心培
釋心培（1967年—），號慧瀚，臺灣澎湖縣人。為臨濟宗第四十九代弟子。曾任佛光山佛光山第七、八任住持及佛光山宗務委員會第七、八任宗長，現任國際佛光會理事，佛光山退居和尚。
1990年出家，歷任佛光山叢林學院北海男眾學部教務助理、糾察、佛光山男眾禪學堂學務、佛光山叢林學院男眾學部學務長、輔導長、副主任、佛光山總本山齋堂糾察、佛光山叢林學院院長、佛光山慈善院院長。佛光山宗委主席、佛光山第七，八任住持、佛光山修持中心堂頭和尚、 佛光山佛陀紀念館籌建委員會副主任委員、佛光山文化院院長。
秉承星雲大師對佛教「制度化，現代化，人間化，國際化」的發展理念，致力推動人間佛教弘法事業。善於梵唄唱誦，多次擔綱「佛光山梵唄讚頌團」主唱及副團長等職，並帶領至世界各地弘法演出。
於佛光山禪堂、淨業林、抄經堂等開示修行法要。

## 著作
- 書籍：
  - 《花開了，禪心笑了》
  - 《禪七講話》系列叢書：〈道在哪裏〉、〈禪是甚麼〉
  - 《佛七講話》套書系列：〈佛是甚麼〉、〈如何念佛〉、
  - 《歡喜抄經》
- CD：
  - 《人間生活禪》
  - 《人間般若》
  - 《無盡願》
  - 《光無邊》
  - 《人間菩提》
  - 《無盡悲願》
  - 《醒悟》
  - 《慈心念佛》
  - 《自在念佛》

| 前任： 心定和尚 | 佛光山第七、八任住持 西元2005年—2013年 | 繼任： 心保和尚 |